# Сан-Жуан-да-Фронтейра
Сан-Жуан-да-Фронтейра (порт. São João da Fronteira) — муниципалитет в Бразилии, входит в штат Пиауи. Составная часть мезорегиона Север штата Пиауи. Входит в экономико-статистический микрорегион Литорал-Пиауиенси. Население составляет 5608 человек на 2010 год. Занимает площадь 818,149 км². Плотность населения — 6,85 чел./км².

## Демография
Согласно сведениям, собранным в ходе переписи 2010 г. Национальным институтом географии и статистики (IBGE), население муниципалитета составляет:
| Полное население                               | Полное население                               | Полное население                               | Полное население                               | 5608  |
| ---------------------------------------------- | ---------------------------------------------- | ---------------------------------------------- | ---------------------------------------------- | ----- |
| в том числе:                                   | Городское население                            | 2272                                           | Процент городского населения, %                | 40,51 |
|                                                | Сельское население                             | 3336                                           | Процент сельского населения, %                 | 59,49 |
|                                                | Мужское население                              | 2805                                           | Процент мужского населения, %                  | 50,02 |
|                                                | Женское население                              | 2803                                           | Процент женского населения, %                  | 49,98 |
| Плотность населения, чел/км²                   | Плотность населения, чел/км²                   | Плотность населения, чел/км²                   | Плотность населения, чел/км²                   | 6,85  |
| Население муниципалитета в % к населению штата | Население муниципалитета в % к населению штата | Население муниципалитета в % к населению штата | Население муниципалитета в % к населению штата | 0,18  |

По данным оценки 2016 года, население муниципалитета составляет 5898 жителей.

## История
Город основан в 1997 году.

## Статистика
- Валовой внутренний продукт на 2003 год составляет 8 730 521,00 реалов (данные: Бразильский институт географии и статистики).
- Валовой внутренний продукт на душу населения на 2003 год составляет 1723,36 реалов (данные: Бразильский институт географии и статистики).
- Индекс развития человеческого потенциала на 2000 год составляет 0,554 (данные: Программа развития ООН).